# フランス人民連合
フランス人民連合（フランスじんみんれんごう、Rassemblement du peuple français：RPF）は、ド・ゴールが1947年4月に創立したフランスの右翼的政党。
自ら政党であることを否定し、その目的はド・ゴールの演説（1947年4月、ストラスブール）によれば、「国民（ナシオン）は、長期の力強い労働と革新との努力をするために、連合（se rassembler）しなければならない」という点にあった。反共・反ソ的であり、第四共和政の基礎である政党制度を否定し、執行権（大統領権力）の優越を主張し、その意味における執行権と立法権の分立、政府権力の強化、憲法の改正を主張した。その政策は、フランス連合（Union française）の一体化を主張し、その意味で植民地政策には特に強硬な態度をとり、アルジェリア問題では、断固としてアフリカ領に対するフランス本国の主権を主張し、いっさいの連盟方式を認めない。
外交政策では、ドイツとの連邦方式を主張し、ザールとフランスとの経済的結合、ルールの国際管理、ライン地方に対するフランスの優位確保などを強調し、西ヨーロッパ陣営NATO（北大西洋条約機構）の支持、すなわち「東方に対する独立」を主張した。しかしイギリス、アメリカに対するヨーロッパ支払同盟への反対など独立保障を主張し、西ヨーロッパ陣営―NATOの支持も、アメリカによるフランス主権の侵害を許さないというかぎりでのそれであった。
1951年の総選挙で第一党となったが、1953年の地方選挙で大敗して解体を宣言し、所属議員は社会共和行動同盟（URAS)を結成した。社会共和行動同盟は、のちに社会共和派と改称したが、その1分派はさらに分かれて、社会共和行動派（ARS)となって、RPFは四分五裂した。党員数は1947年10月の最盛時には100万と称した。1958年5月の5月14日事件が勃発、ド・ゴールが政界に復帰、9月末発足した第五共和政下でド・ゴール支持を旗印として結成された新共和国連合（Union pour la Nouvelle République：UNR）は、その後身ともみられている。